# Jesús Suárez Cueva
Jesús Suárez Cueva (*Bobes - Astúrias), 10 de março de 1955). Foi um ciclista espanhol, profissional entre 1977 e 1989. O seus maiores sucessos desportivos conseguiu-os na Volta a Espanha onde conseguiu três vitórias de etapa em suas 10 participações. Ademais, na rodada espanhola fez-se com a classificação dos Sprints Especiais nas edições de 1984 e 1985.
Destacava como sprinter. A sua ponta de velocidade permitiu-lhe conseguir 31 vitórias em diferentes provas do calendário espanhol e estrangeiro. Também conseguiu vencer em numerosas classificações secundárias destacando as 4 vitórias conseguidas na classificação dos Sprints Especiais da Volta à Catalunha entre 1985 e 1988.
Após a sua retirada exerceu como director desportivo em equipas como o CLAS - Cajastur e o Relax-GAM.

## Palmarés
| - 1977 - Troféu Elola - Classificação das metas Volantes na Volta à Andaluzia - 1978 - Classificação Geral Volta a Aragão - Classificação Geral Três Dias de Leganés + 1 vitória de etapa. - Classificação das metas Volantes da Challenge Costa de Azahar. - 1979 - 1 etapa na Semana Catalã - 1 etapa na Volta à Catalunha - 1 etapa na Volta às Astúrias - 1 etapa na Volta a Cantábria + Regularidade. - 1.º na 6.ª prova da Challenge Costa de Azahar. - Classificação da Regularidade e dos Sprints Especiais da Setmana Catalã - 1980 - Geral da Volta à La Rioja + Regularidade + 1 etapa. - 1 etapa da Volta ao País Basco - 1 etapa na Volta à Catalunha - 1981 - 1 etapa na Volta a Espanha - 1 etapa na Volta às Astúrias - 1 etapa na Volta a Cantábria - Classificação da Regularidade da Volta Castilha. - 1982 - Klasika Primavera - 1 etapa da Volta à La Rioja. - 1.º na 1.ª prova da Challenge Costa de Azahar. - 1983 - 1 etapa na Volta a Espanha - 1 etapa na Volta aos Vales Mineiros. | - 1984 - 1 etapa na Volta a Espanha e classificação dos Sprints especiais - 1 etapa na Volta às Astúrias - 1 etapa no Sun Tour. - 1985 - 1 etapa na Volta a Cantábria - 4 etapas no Griffin Tour. - 1 etapa no Sun Tour. - Classificação dos Sprints especiais na Volta a Espanha - Classificação dos Sprints especiais na Volta à Catalunha - Classificação dos Sprints especiais na Setmana Catalã - Classificação dos Sprints especiais na Volta à Comunidade Valenciana - 1986 - Classificação dos Sprints especiais na Volta à Catalunha - Classificação das metas Volantes na Volta às Astúrias - Classificação dos Sprints especiais na Setmana Catalã - 1987 - Classificação dos Sprints especiais na Volta à Catalunha - Classificação dos Sprints especiais na Volta às Astúrias - 1988 - Classificação dos Sprints especiais na Volta à Catalunha - 1989 - Classificação das metas Volantes da Volta aos Vales Mineiros - Classificação dos Sprints especiais na Setmana Catalã - Subcampeão da Espanha de ciclismo de estrada |

## Resultados em Grandes Voltas e Campeonato do Mundo
Durante a sua carreira desportiva tem conseguido os seguintes postos nas Grandes Voltas:
| Carreira        | 1977 | 1978 | 1979 | 1980 | 1981  | 1982 | 1983 | 1984 | 1985 | 1986 | 1987 | 1988 |
| --------------- | ---- | ---- | ---- | ---- | ----- | ---- | ---- | ---- | ---- | ---- | ---- | ---- |
| Giro d'Italia   | 97.º | -    | -    | -    | -     | -    | -    | -    | -    | -    | -    | 94.º |
| Tour de France  | -    | Ab.  | -    | -    | 105.º | -    | -    | -    | -    | -    | -    | -    |
| Volta a Espanha | -    | Ab.  | 24.º | 32.º | 32.º  | 50.º | 32.º | 43.º | 78.º | 71.º | Ab.  | -    |

-: Não participa

Ab.: Abandono